# Amt Peenetal/Loitz
Im Amt Peenetal/Loitz mit Sitz in der Stadt Loitz sind drei Gemeinden zur Erledigung ihrer Verwaltungsgeschäfte zusammengeschlossen. Das Amt liegt im Westen des Landkreises Vorpommern-Greifswald in Mecklenburg-Vorpommern (Deutschland).
Ursprünglich gehörten dem 1994 gebildeten Amt sechs Gemeinden an. Die Gemeinde Wüstenfelde wurde am 14. Juni 2004 nach Loitz eingemeindet, die ehemals selbständigen Gemeinden Sassen und Trantow schlossen sich am 31. Dezember 2004 zur neuen Gemeinde Sassen-Trantow zusammen. Am 1. Juli 2012 wurde Düvier nach Loitz eingemeindet.

## Die Gemeinden mit ihren Ortsteilen
- Görmin mit Alt Jargenow, Böken, Göslow, Groß Zastrow, Neu Jargenow, Passow und Trissow
- Stadt Loitz mit Drosedow, Düvier, Gülzowshof, Nielitz, Rustow, Schwinge, Vorbein, Voßbäck und Zarnekla
- Sassen-Trantow mit Damerow, Groß Zetelvitz, Klein Zetelvitz, Pustow, Sassen, Trantow, Treuen, Vierow, Zarrentin und Zarrentin Siedlung

## Dienstsiegel
Das Amt verfügt über kein amtlich genehmigtes Hoheitszeichen, weder Wappen noch Flagge. Als Dienstsiegel wird das kleine Landessiegel mit dem Wappenbild des Landesteils Vorpommern geführt. Es zeigt einen aufgerichteten Greifen mit aufgeworfenem Schweif und der Umschrift „AMT PEENETAL/LOITZ“.